# 春原剛
春原 剛（すのはら つよし、1961年 - 2021年6月15日）は、日本のジャーナリスト、軍事評論家。

## 生涯
1961年、東京都生まれ。
1983年、上智大学経済学部卒業、1983年4月、日本経済新聞社入社。米州編集総局ワシントン支局勤務、編集局国際部編集委員。米戦略国際問題研究所（CSIS）客員研究員など。
2020年3月26日、日本経済新聞社 グローバルイベント事業担当専務執行役員 就任。
2021年6月15日、病気のため死去。60歳没。

## 著書
- 『米朝対立 核危機の十年』日本経済新聞社、2004
- 『誕生国産スパイ衛星 独自情報網と日米同盟』日本経済新聞社、2005
- 『ジャパン・ハンド』文春新書、2006
- 『同盟変貌 日米一体化の光と影』日本経済新聞出版社、2007
- 『在日米軍司令部』新潮社、2008。のち新潮文庫
- 『甦る零戦 国産戦闘機vs.F22の攻防』新潮社、2009。のち「零の遺伝子 21世紀の「日の丸戦闘機」と日本の国防」新潮文庫
- 『核がなくならない7つの理由』新潮新書、2010
- 『米中百年戦争　新・冷戦構造と日本の命運』新潮社、2012
- 『暗闘 尖閣国有化』新潮社、2013。のち新潮文庫
  - Fencing in the Dark : Japan, China, and the Senkakus. Japan Publishing Industry Foundation for Culture. 2020
- 『日本版NSCとは何か』新潮新書、2014
- 『ヒラリー・クリントン―その政策・信条・人脈―』新潮新書、2016

共著
- 『日中もし戦わば 緊迫シミュレーション』文春新書、2011

マイケル・グリーン、張宇燕、富坂聰共著　　

## 翻訳
- 『帝王 ジャック・ニクラウス 私の履歴書』日本経済新聞社、2006
- 『ハワード・ベーカー 超党派の精神』日本経済新聞出版社、2009
- リチャード・L・アーミテージ、ジョセフ・S・ナイJr,『日米同盟vs.中国・北朝鮮 アーミテージ・ナイ緊急提言』文春新書、2010
- ウィリアム・J・ペリー『核なき世界を求めて 私の履歴書』日本経済新聞出版社、2011
- ジェフリー・A・ベーダ―『オバマと中国 米国政府の内部からみたアジア政策』東京大学出版会、2013

## 参考
- 核がなくならない7つの理由 - 紀伊國屋書店BookWeb